# Heliga Birgitta som författare och retoriker
Heliga Birgitta var verksam som författare och bevandrad i den retoriska konsten under en tid då kvinnor i allmänhet varken fick lära sig att läsa eller skriva och det var sällsynt för dem att agera som författare. Drygt sexhundra av hennes uppenbarelser finns bevarade och de gavs ut i skrift 1492 - Himmelska uppenbarelser, vilken även är Sveriges första bidrag till världslitteraturen. I och med att Birgitta fick auktoritet och acceptans som Guds språkrör genom sina uppenbarelser, blev inte hennes talan ifrågasatt och hon kunde då göra sin röst hörd.
Birgitta var en stolt kvinna och trots att hon räknades som olärd (hon kunde läsa och förstod grundläggande latin) var hon väl bevandrad i sin tids andliga och politiska spörsmål. Genom att hennes släkt var inflytelserika, välbeställda och hade nära förbindelser med kungamakten, hade Birgitta många tillfällen både under sin uppväxt och sedermera i sitt eget hem efter att hon gift sig med lagmannen Ulf Gudmundsson att ta del av politiska diskussioner och storpolitik. Hon rörde sig även i de kungliga kretsarna och var under en längre tid rådgivare till kung Magnus och även magistrata (handledare/privatlärare) åt drottning Blanka.
Efter att Birgitta blivit änka i fyrtioårsåldern började hennes syner tillta och hon valde ”den gudomliga kärlekens brinnande älskog” framför ”köttets begärelse”. När Birgitta fick sina uppenbarelser skrev hon ner dem på fornsvenska vilka sedan översattes till Latin av någon av hennes biktfäder, framförallt av magister Mathias Ouidi (Mats Övidsson), som anses vara en av de mest lärda teologerna i dåtidens Sverige. Mathias inte bara undervisade Birgitta i teologi och filosofi utan också i retorikens konst, hans lärobok om retorik, Nötskalet finns delvis bevarad.

## Retorik
I Birgittas texter kan man utläsa att hon var en stor ordkonstnär, hon använde sig ofta av liknelser, bilder och exempel för att förtydliga det som var abstrakt i den teologiska läran. Mycket av hennes bildspråk var inspirerat av naturen eller vardagslivet, ”med de rikas prakt och högfärd i skriande kontrast till de fattigas elände.
Hon använde sig också i sina texter av det som vi idag kallar för klassiska retorik i form av, aptum, delectare, docere. Vidare använde hon sig också av dispositio för att bygga upp sina texter och var noga med att undvika leda, taedium. Men hon var också väl medveten om att för många retoriska grepp gjorde det svårare för prästerna att nå vanliga människor genom predikan. Hon ska ha liknat en biskop ”vid en broms som flyger med ett ljudligt brummande, eftersom han i sina predikningar överflödar av ordrik vältalighet.” Ett annat exempel på Birgittas sätt att använda sig av metaforer återfinns i bok 1 uppenbarelse 33:
Men du, min brud, bör vara så som en ost och din kropp såsom det ostkar, vari osten formas, ända tills den fått karets form. Så skall din själ, som är mig ljuv och behaglig som en ost, prövas och renas så länge i kroppen, till dess kroppen och själen äro endräktiga och samstämmiga och båda ha samma återhållsamhetens 			form, så att köttet lyder anden och anden leder köttet till alla dygder.
Birgitta anses ha varit långt före sin tid när det gäller att tolka bibeln och hon förmedlade och levandegjorde Guds ord på ett sådant sätt att det upplevdes som om Guds ord ”blev som nya i människors hjärtan och varma av kärlek.”